# Zdzisław Sosnowski (piłkarz)
Zdzisław Stanisław Sosnowski (ur. 23 lutego 1924 w Warszawie, zm. 9 listopada 2018) – polski piłkarz grający na pozycji bramkarza, zawodnik m.in. Polonii Warszawa i Legii Warszawa.

## Życiorys
W piłkę nożną zaczął grać na rok przed wybuchem II wojny światowej w drużynie Fortu Bema. W czasie okupacji niemieckiej grał w konspiracyjnej lidze warszawskiej – najpierw w Pawiance, a następnie w drużynie Korony, która w 1943 weszła do finału konspiracyjnych mistrzostw.
Po wojnie krótko był zawodnikiem Warszawianki, skąd przeszedł do Polonii. Z klubem tym zdobył w 1946 mistrzostwo Polski (pierwsze powojenne rozgrywki o ten tytuł). W latach 1949–1951 bronił barw CWKS Warszawa. W 1951 powrócił do Polonii, z którą w 1952 zdobył Puchar Polski. Łącznie w rozgrywkach o MP rozegrał 20 spotkań. Występował w zespole Czarnych Koszul na niższym poziomie do 1955.
W późniejszym okresie był trenerem Sarmaty, Znicza Pruszków oraz zespołów okręgowej federacji. Z zawodu był urzędnikiem.

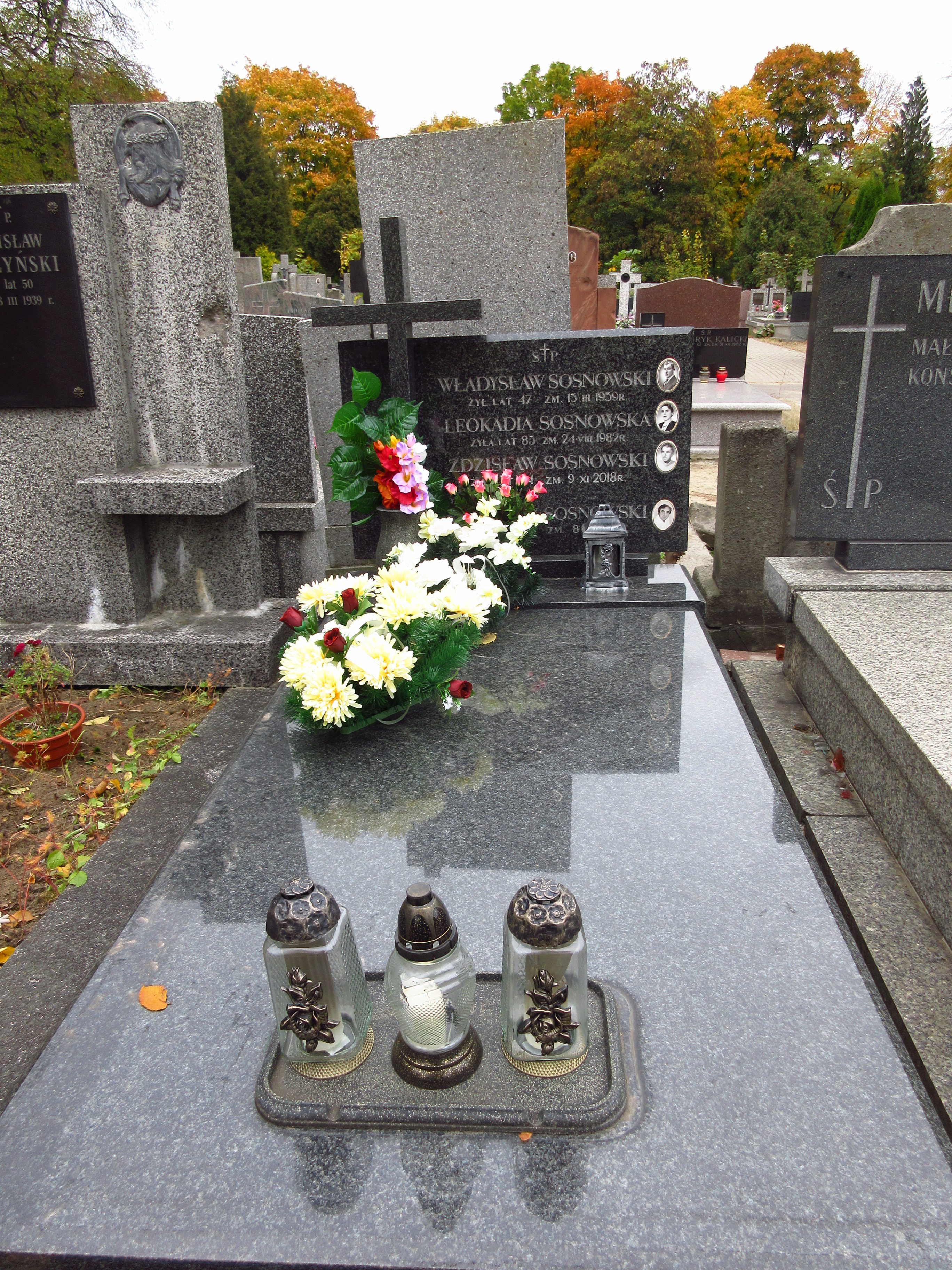
Grób Zdzisława Sosnowskiego na Cmentarzu Bródnowskim.

Zmarł 9 listopada 2018 w wieku 94 lat. Pochowany na Cmentarzu Bródnowskim (kwatera 60F-4-2). Był ostatnim żyjącym mistrzem Polski w piłce nożnej z 1946.

## Statystyki
| Klub                      | Sezon              | Liga               | Liga  | Liga   | Puchar | Puchar | Inne  | Inne   | Suma  | Suma   |
| Klub                      | Sezon              | Liga               | Mecze | Bramki | Mecze  | Bramki | Mecze | Bramki | Mecze | Bramki |
| ------------------------- | ------------------ | ------------------ | ----- | ------ | ------ | ------ | ----- | ------ | ----- | ------ |
| Polonia Warszawa          | 1945               | —                  | —     | —      | —      | —      | b.d.  | b.d.   | b.d.  | b.d.   |
| Polonia Warszawa          | 1946               | MP                 | 3     | 0      | —      | —      | b.d.  | b.d.   | b.d.  | b.d.   |
| Polonia Warszawa          | 1947               | MP                 | —     | —      | —      | —      | 1     | 0      | 1     | 0      |
| Polonia Warszawa          | 1948               | Liga               | 6     | 0      | —      | —      | —     | —      | 6     | 0      |
| Polonia Warszawa          | 1949               | I liga             | 0     | 0      | —      | —      | —     | —      | 0     | 0      |
| Polonia Warszawa          | Ogólnie            | Ogólnie            | 9     | 0      | —      | —      | b.d.  | b.d.   | b.d.  | b.d.   |
| CWKS Warszawa             | 1949               | I liga             | 0     | 0      | —      | —      | —     | —      | 0     | 0      |
| CWKS Warszawa             | 1950               | I liga             | 4     | 0      | —      | —      | —     | —      | 4     | 0      |
| CWKS Warszawa             | 1951               | I liga             | 0     | 0      | 0      | 0      | —     | —      | 0     | 0      |
| CWKS Warszawa             | Ogólnie            | Ogólnie            | 4     | 0      | 0      | 0      | —     | —      | 4     | 0      |
| Kolejarz-Polonia Warszawa | 1951               | I liga             | 2     | 0      | 0      | 0      | —     | —      | 2     | 0      |
| Kolejarz-Polonia Warszawa | 1952               | I liga             | 5     | 0      | 4      | 0      | —     | —      | 9     | 0      |
| Kolejarz-Polonia Warszawa | 1953               | II liga            | b.d.  | b.d.   | —      | —      | —     | —      | b.d.  | b.d.   |
| Kolejarz-Polonia Warszawa | 1954               | II liga            | 1     | 0      | b.d.   | b.d.   | —     | —      | b.d.  | b.d.   |
| Kolejarz-Polonia Warszawa | 1955               | III liga           | b.d.  | b.d.   | b.d.   | b.d.   | —     | —      | b.d.  | b.d.   |
| Kolejarz-Polonia Warszawa | Ogólnie            | Ogólnie            | b.d.  | b.d.   | b.d.   | b.d.   | —     | —      | b.d.  | b.d.   |
| Ogólnie w karierze        | Ogólnie w karierze | Ogólnie w karierze | b.d.  | b.d.   | b.d.   | b.d.   | b.d.  | b.d.   | b.d.  | b.d.   |

## Sukcesy
Polonia i Kolejarz-Polonia Warszawa
- mistrz Polski: 1946
- Puchar Polski: 1952